# Tsuyoshi Tanikawa
Tsuyoshi Tanikawa (谷川 烈 Tanikawa Tsuyoshi?), född 25 april 1980 i Shizuoka prefektur, är en japansk före detta fotbollsspelare.
Tanikawa började sin karriär 1999 i Shimizu S-Pulse. 2001 blev han utlånad till Ventforet Kofu. 2003 flyttade han till New Hampshire Phantoms. Efter New Hampshire Phantoms spelade han för Mito HollyHock och FC Machida Zelvia. Han avslutade karriären 2007.